# Альтенбурзьке абатство
Альтенбурзьке абатство (нім. Stift Altenburg) — бенедиктинський монастир на території комуни Альтенбург за 30 км на північ від міста Кремс-ан-дер-Донау.

## Історія
Спочатку монастир був заснований в 1144 році, але у подальшому пережив декілька атак і пошкоджень під час воєн. Перший раз напад датований 1251 роком, після — на початку XIV століття був напад половців, а в 1427—1430 рр. монастир постраждав в результаті Гуситських війн. Абатство зазнало атак військ Богемії, Моравії і Угорщини в 1448 році, Туреччини — в 1552 році. В 1645 році абатство було практично зруйновано шведами.
Після Тридцятирічної війни монастир став відроджуватися, але в 1793—1794 рр було заборонено набирати нових послушників, але на відміну від багатьох інших монастирів Альтенбурзьке абатство збереглося. Під час Революції 1848—1849 років його майно було розграбовано.
В 1938 році абат відмовився розмістити прапори зі свастикою, в результаті чого абатство було закрито і розпущено, а на його території розмістилися війська Третього Рейху. Лише після звільнення Австрії радянськими військами в 1945 році воно стало відновлюватися; реконструкція завершилася до кінця 1960-х рр.

## Будівлі та споруди

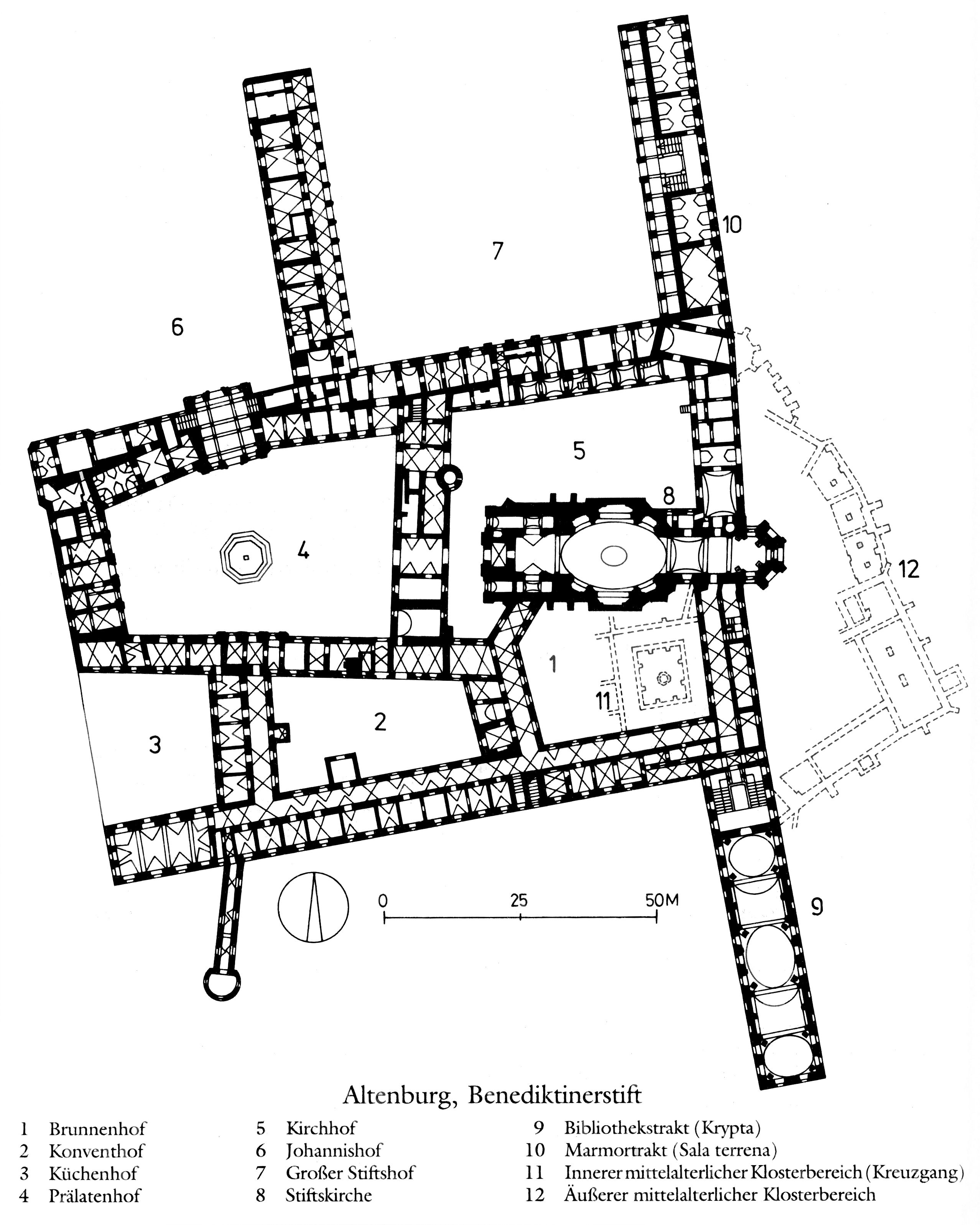
Альтенбурзьке абатство (монастир, Нижня Австрія, план)

Альтенбурзьке абатство є комплексом будівель на південь від Альтенбурга, переважно у стилі бароко, в інтер'єрі багато елементів рококо. Первісно в абатстві були споруди романського стилю.
Монастирська церква присвячена Святому Ламберту, має овальну форму. Була реконструйована в 1730-і рр. Вежа, пошкоджена пожежею, була добудована лише в 1820 році.
Абатство відоме своєю бібліотекою, побудованої в 1740 році в стилі бароко. Її зал заввишки в три поверхи має довжину 48 м. Під бібліотекою має велика крипта, прикрашена фресками.
На подвір'ї абатства розташований фонтан. Також розташовані прелатура, трапезна, господарські будівлі.
Монастир також відомий своїми садами.

## Архітектура

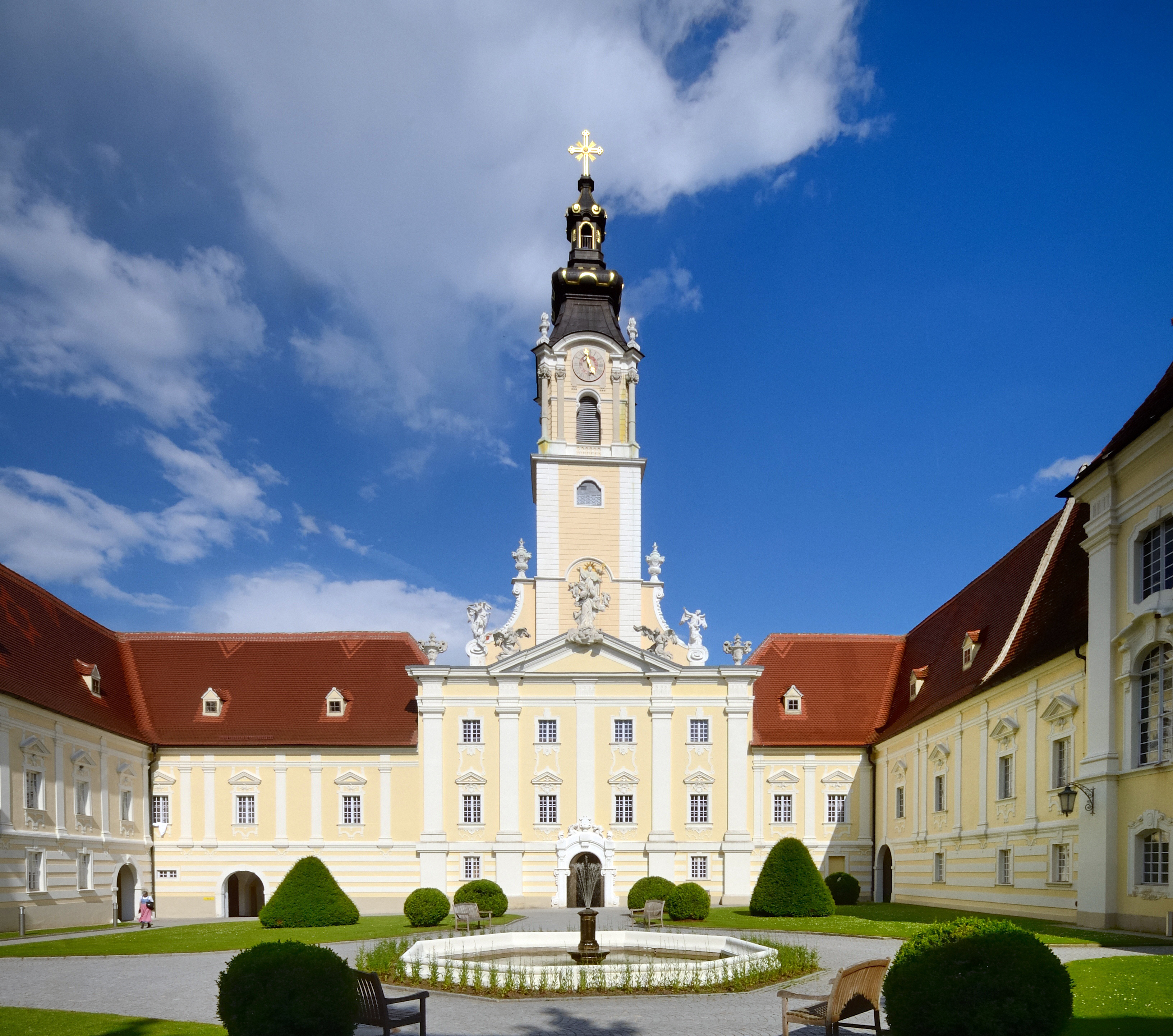
Дворик з фонтаном
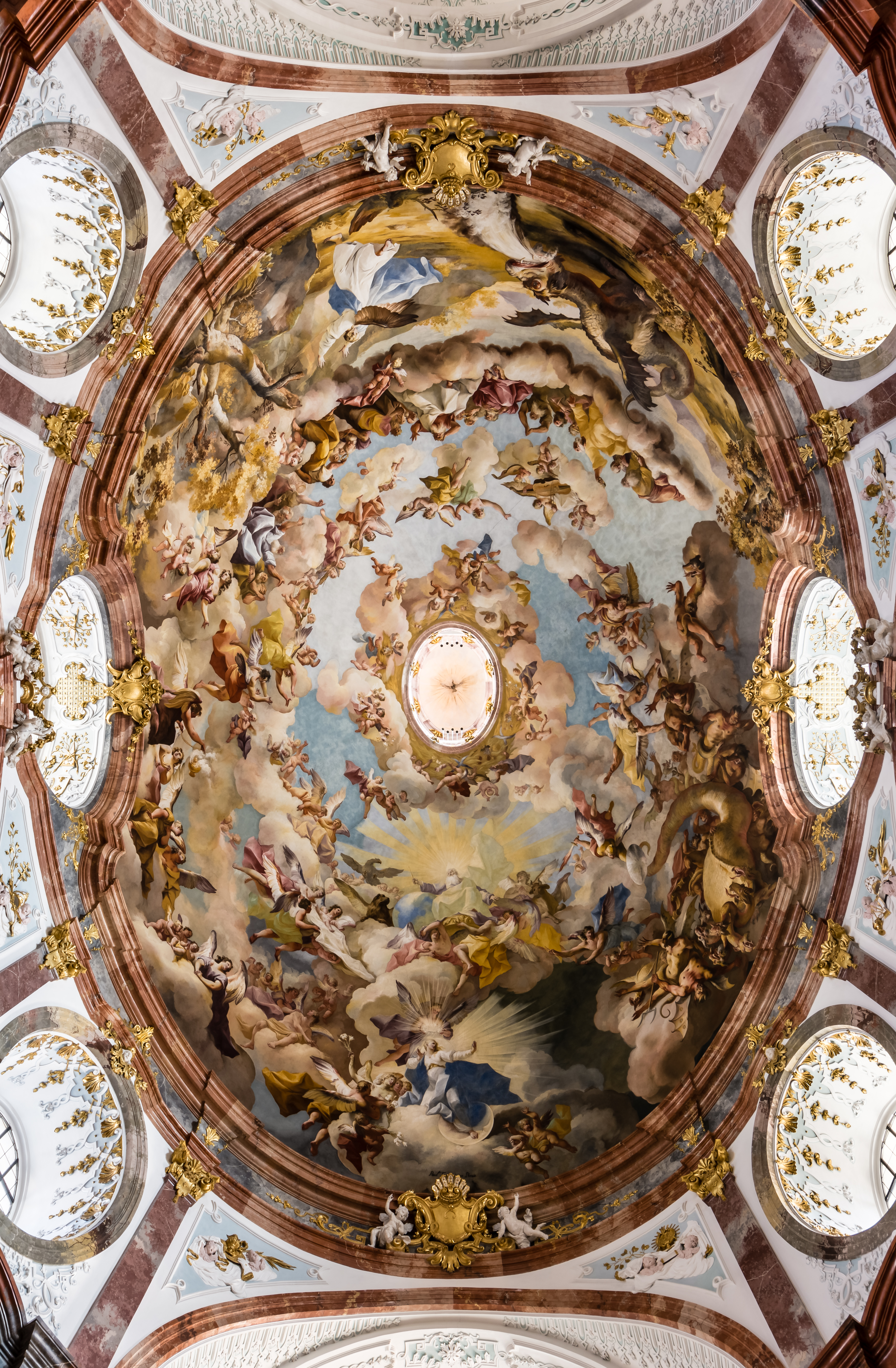
Фреска купола монастирської церкви
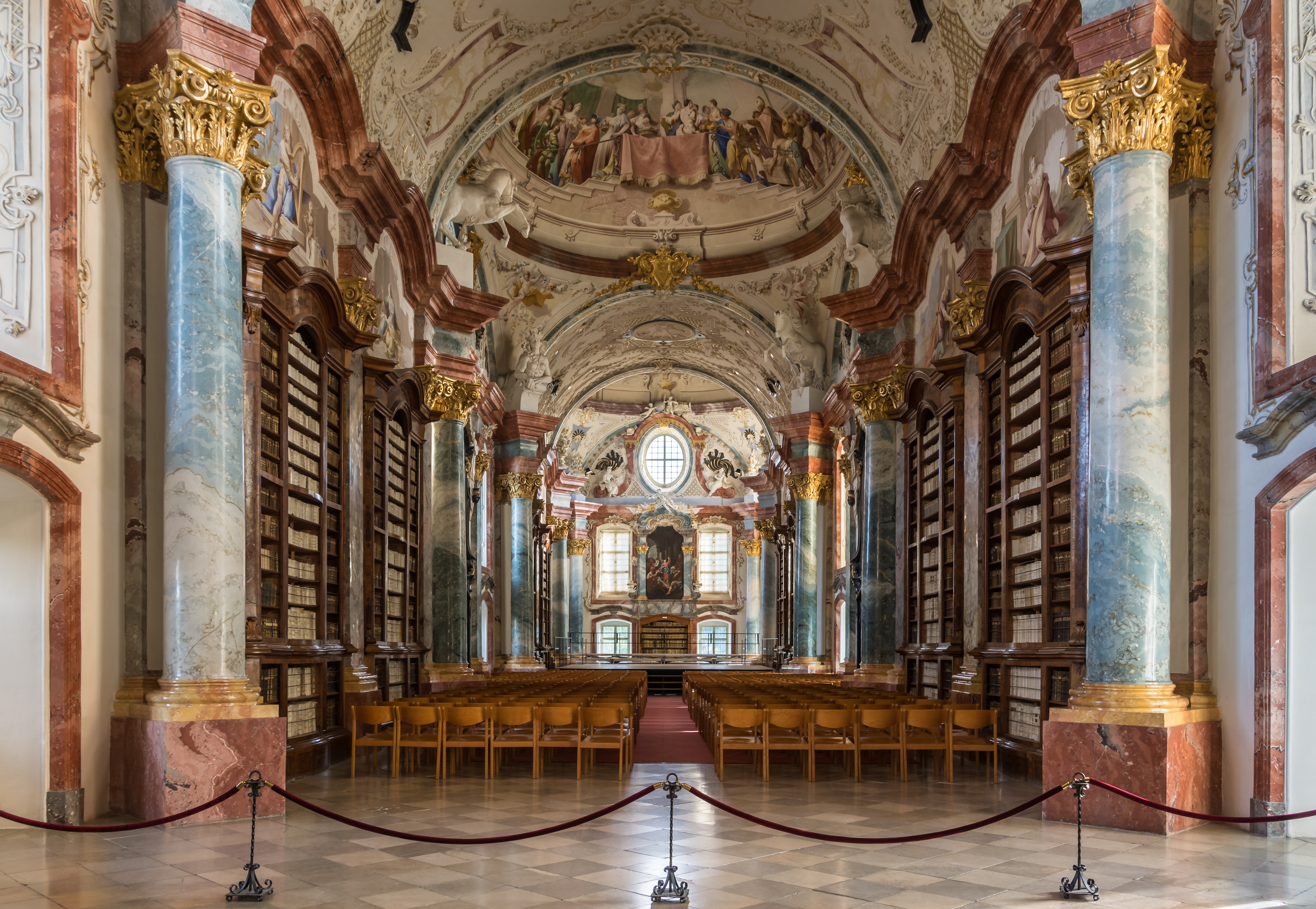
Зала монастирської бібліотеки
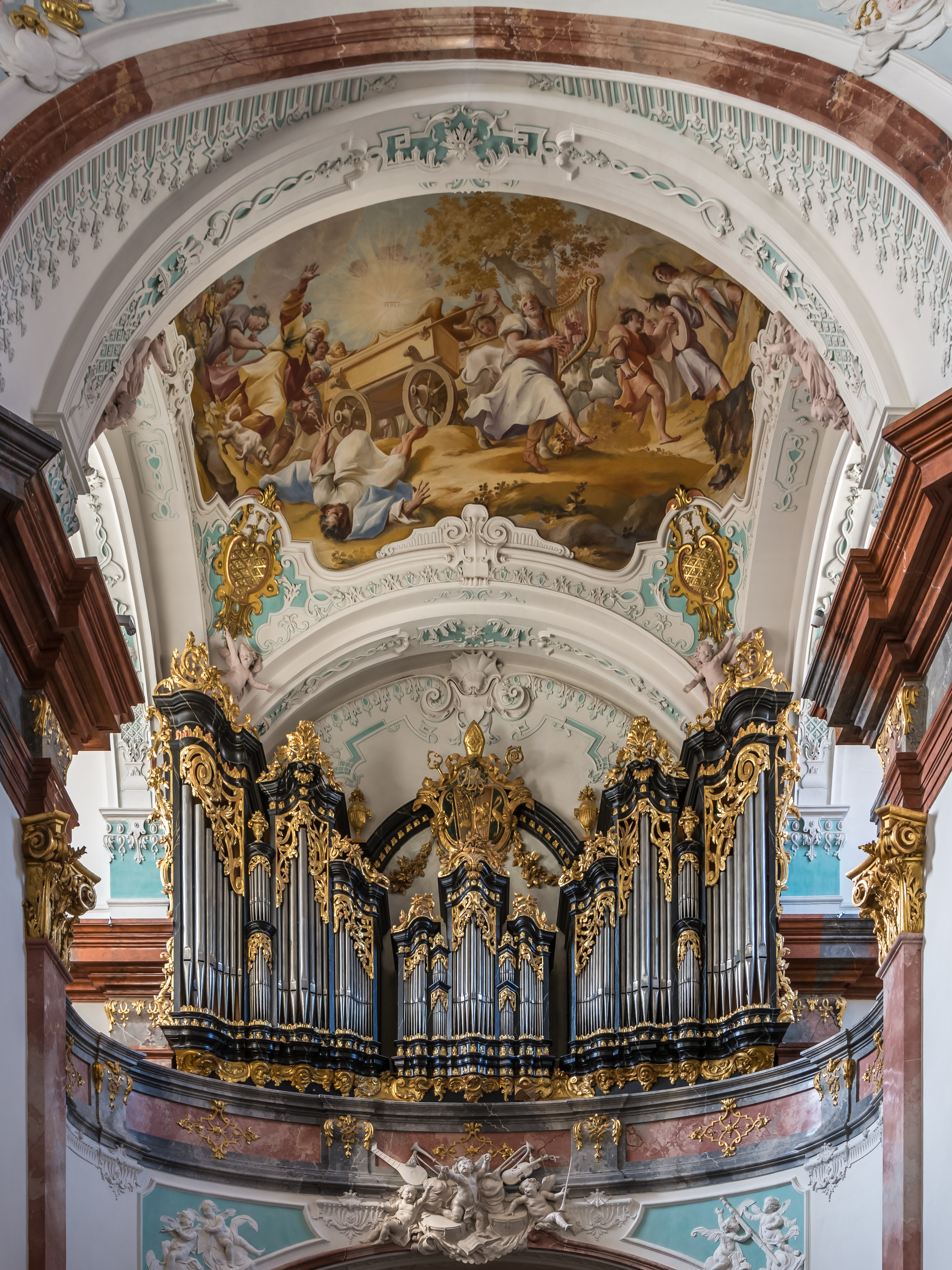
Орган монастирської церкви

## Фрески монастирської крипти в стилі рококо

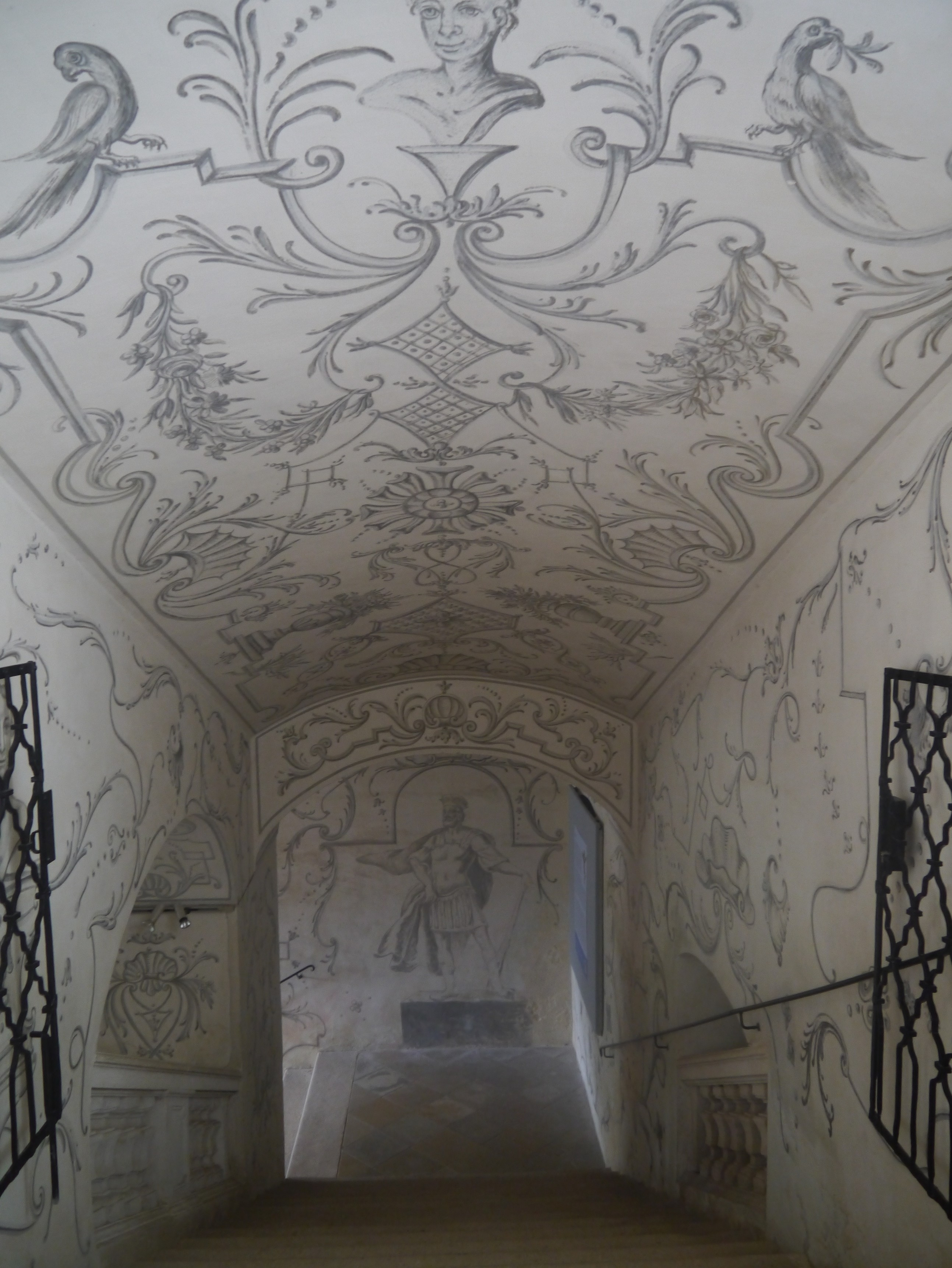
Чорно-білі фрески коридору до крипти
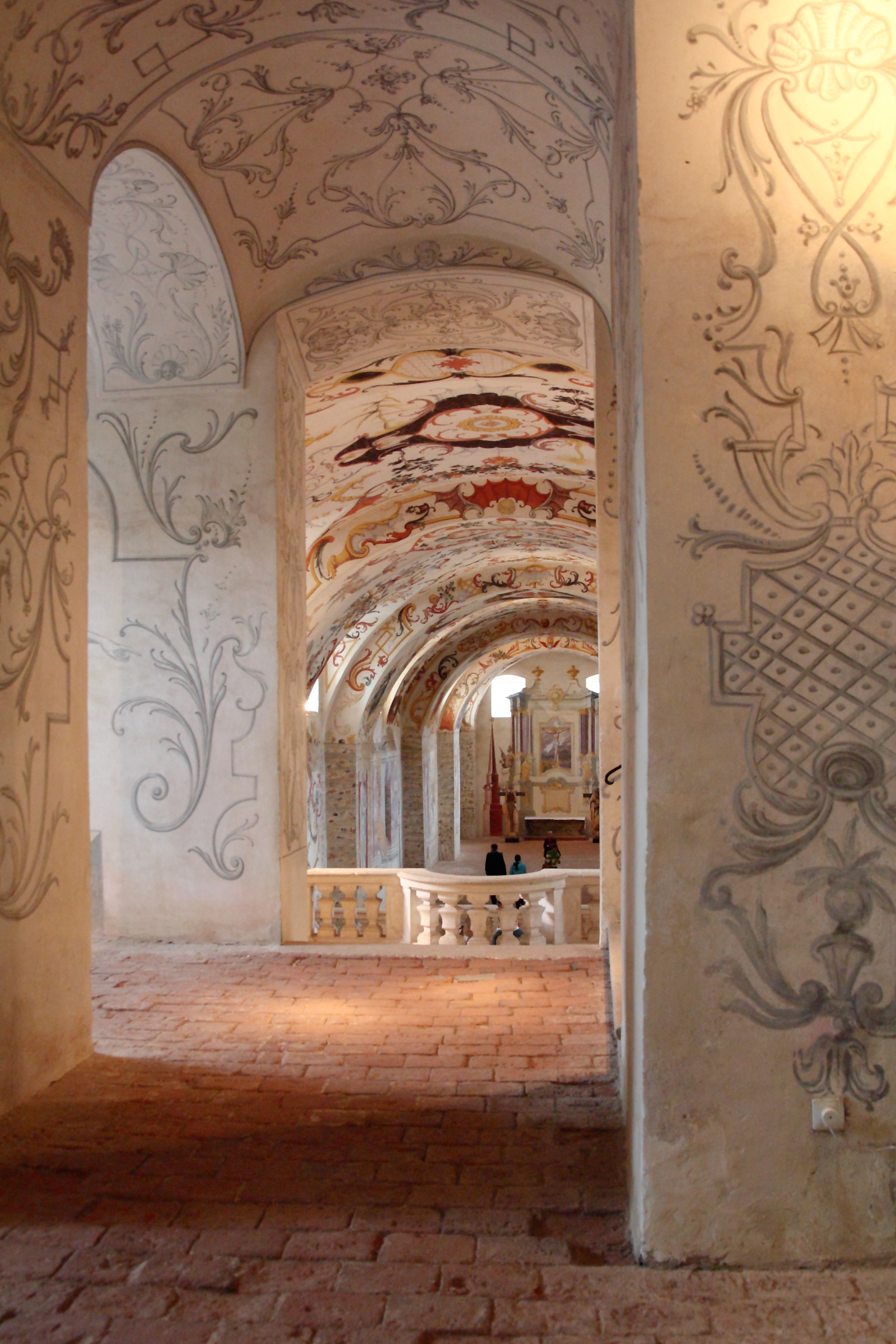
Вхід до крипти
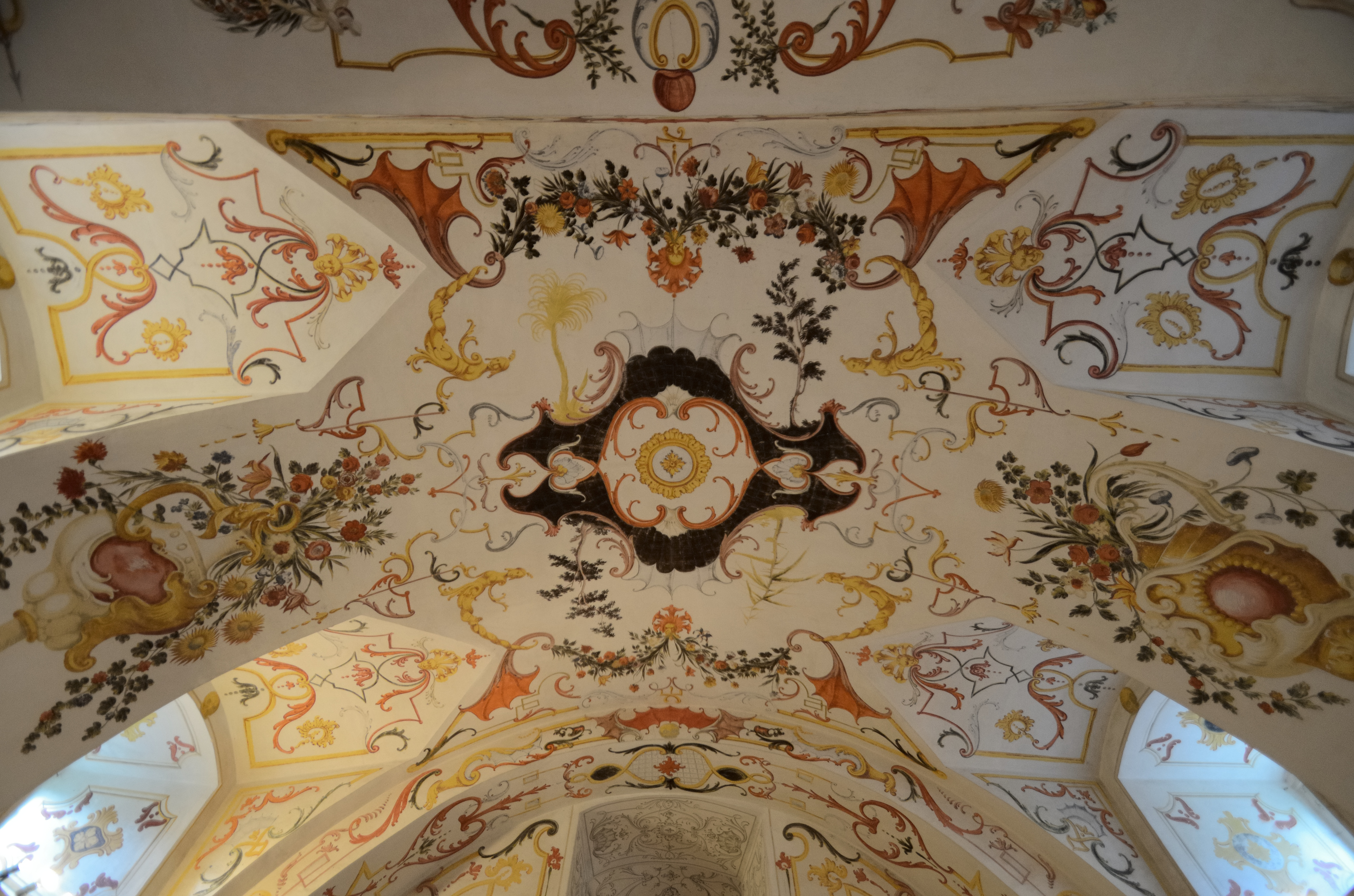
Декор склепіння стелі
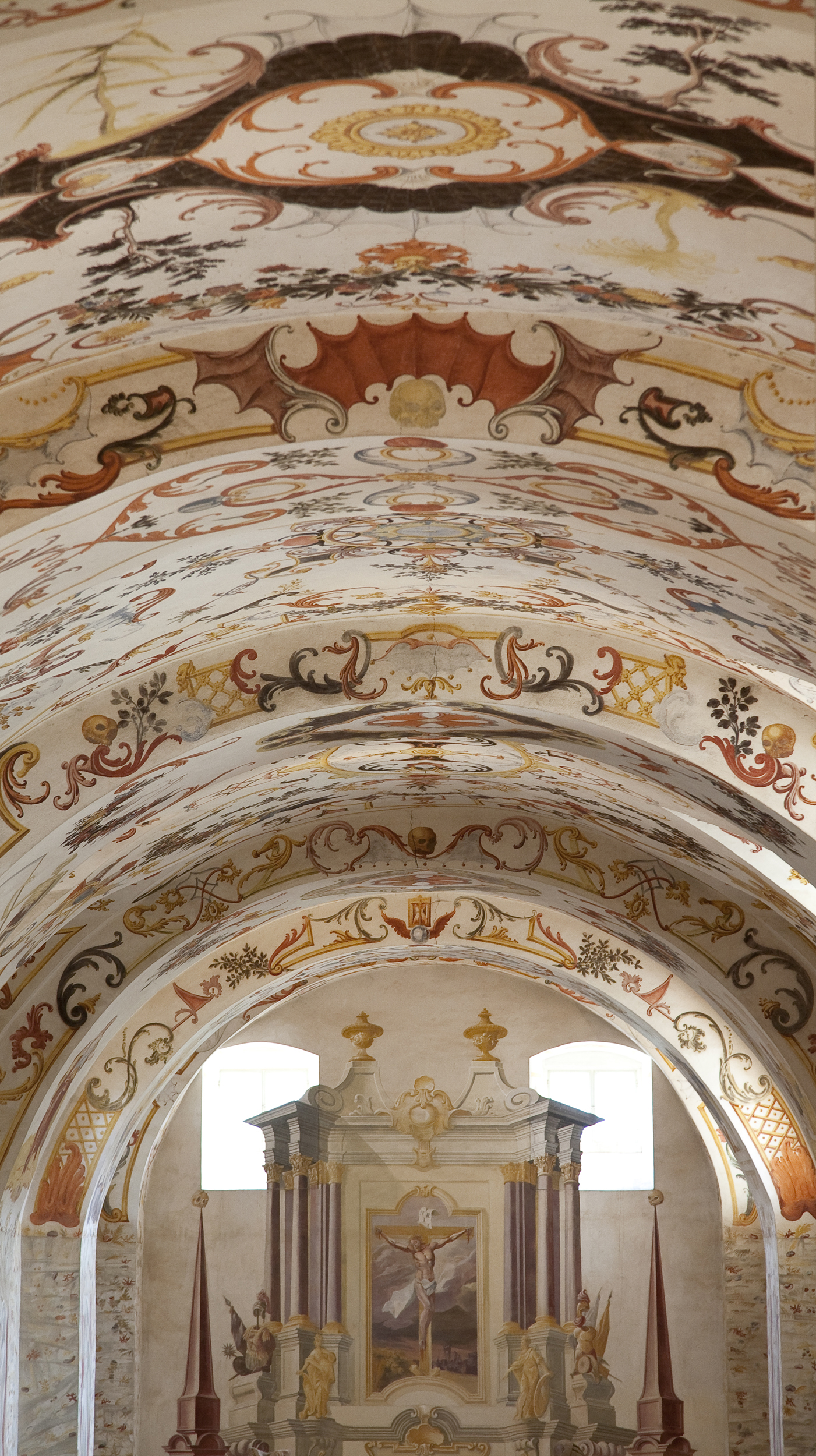
Мальований вівтар крипти

## Декор монастирської бібліотеки

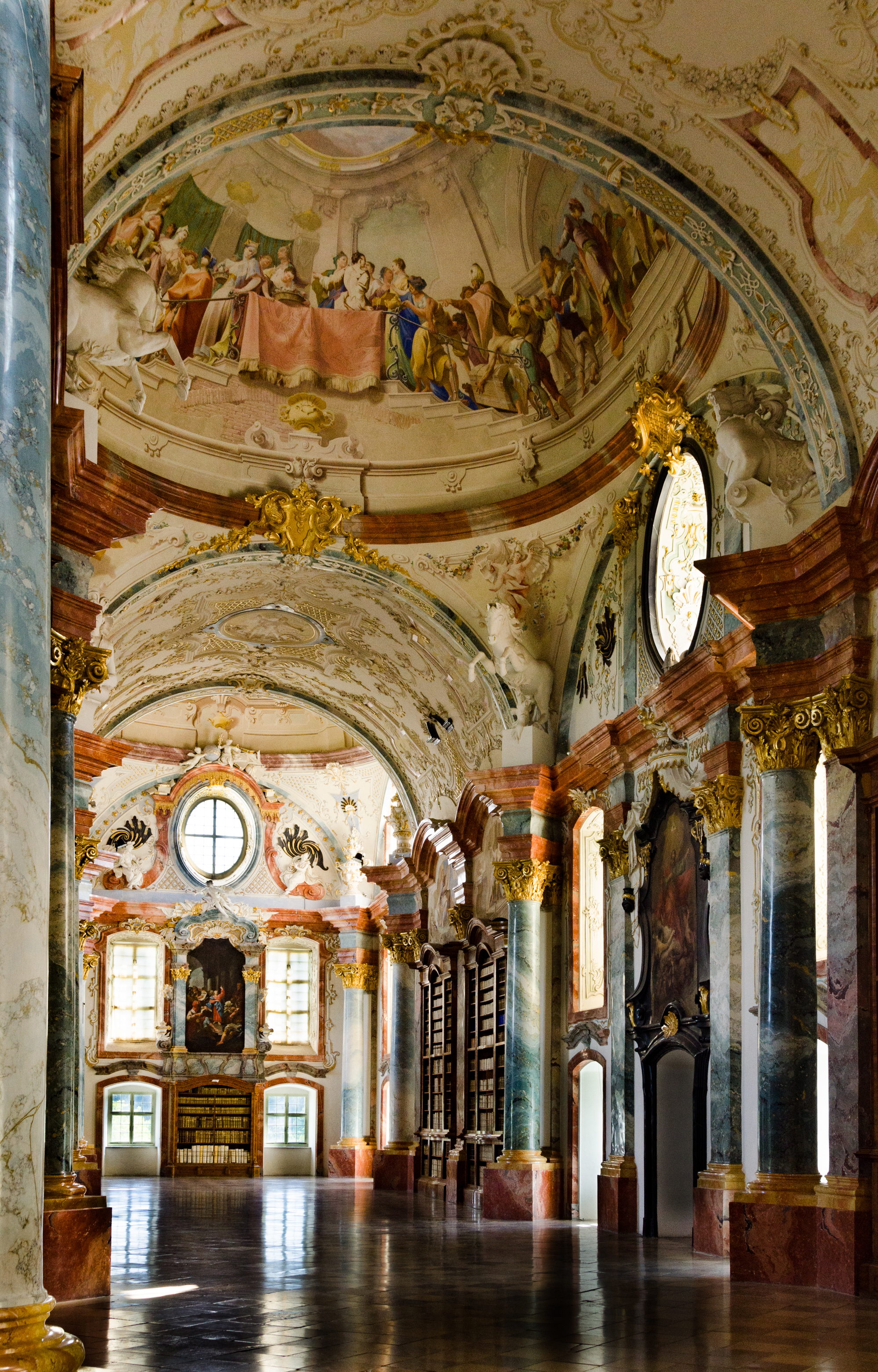
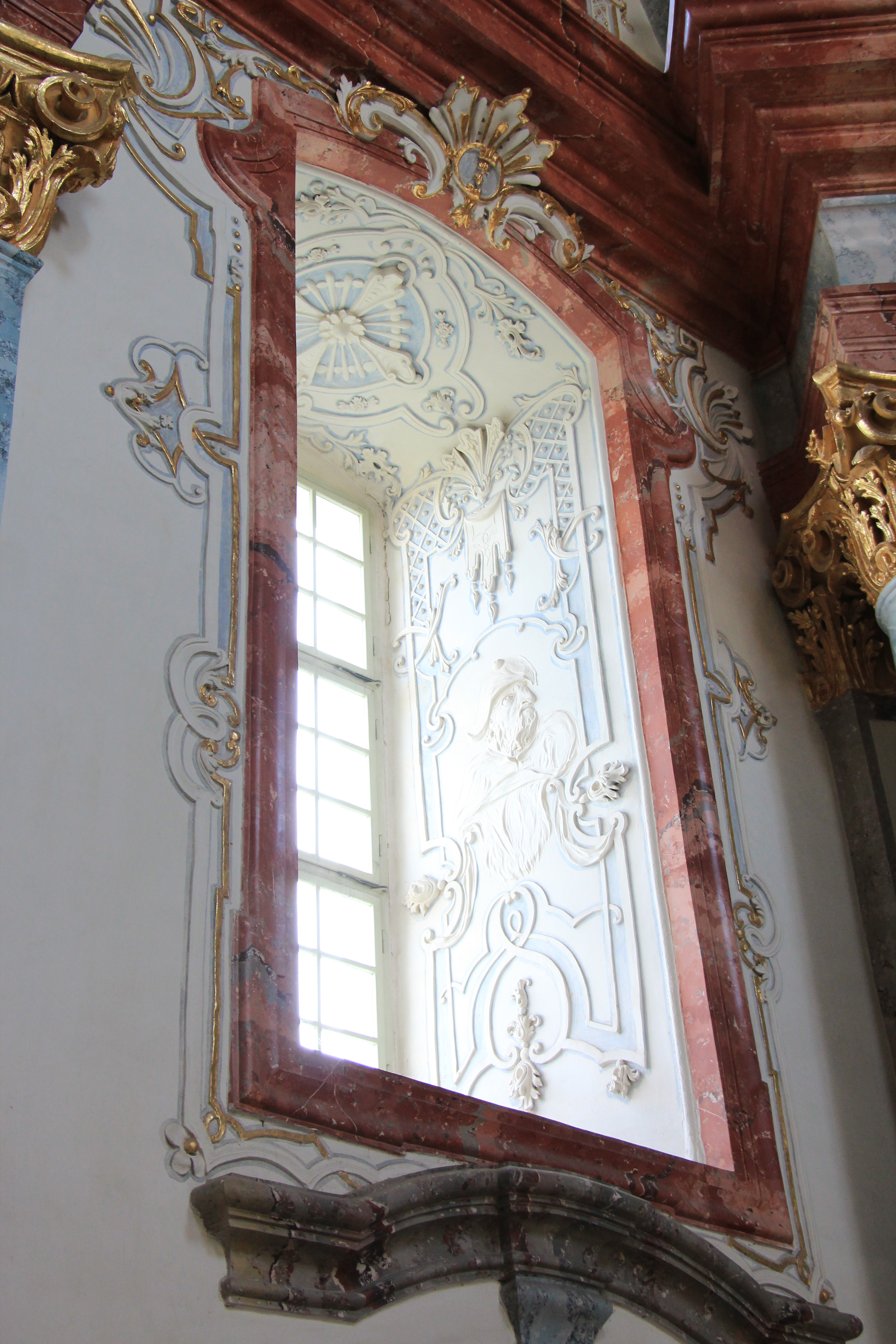
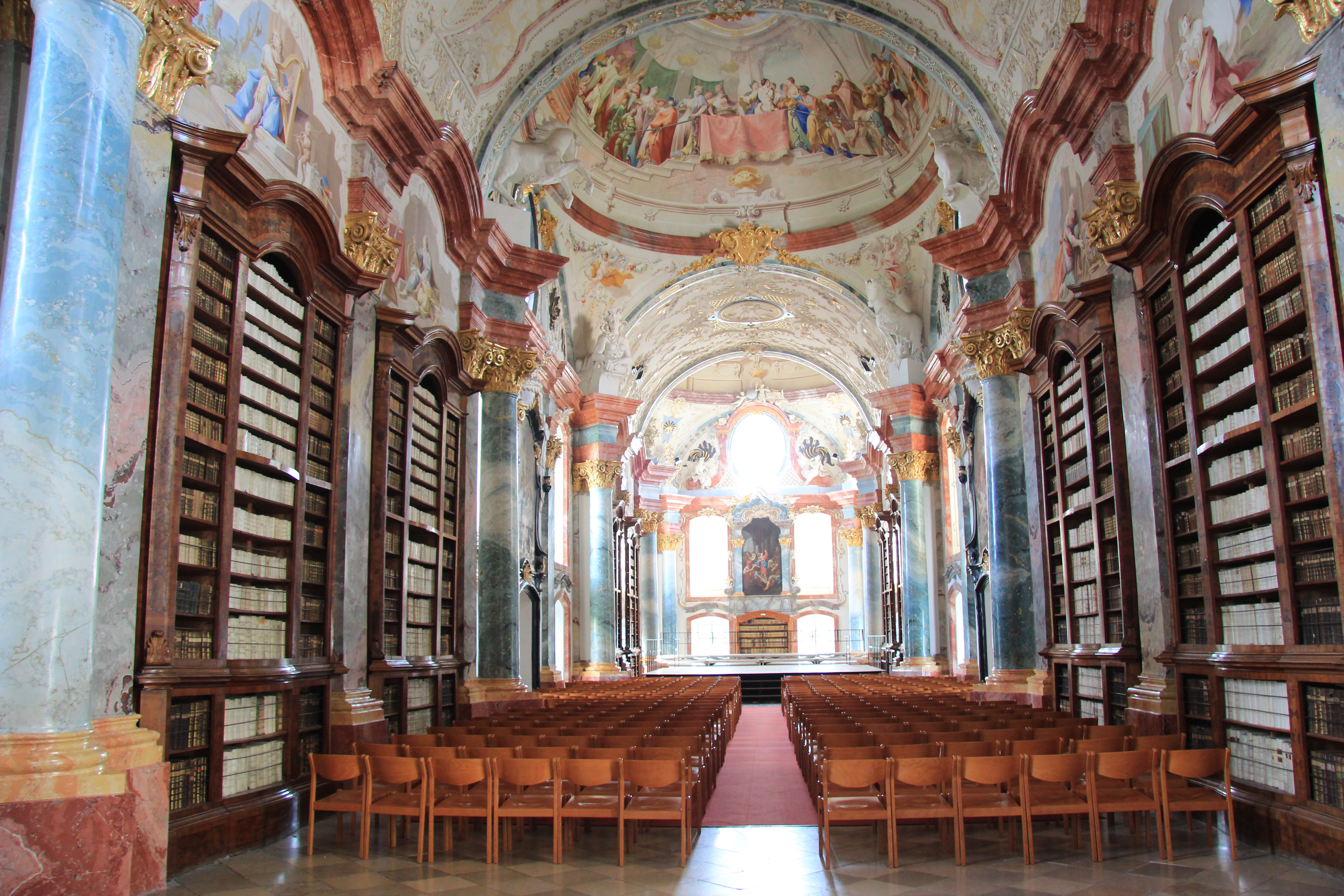
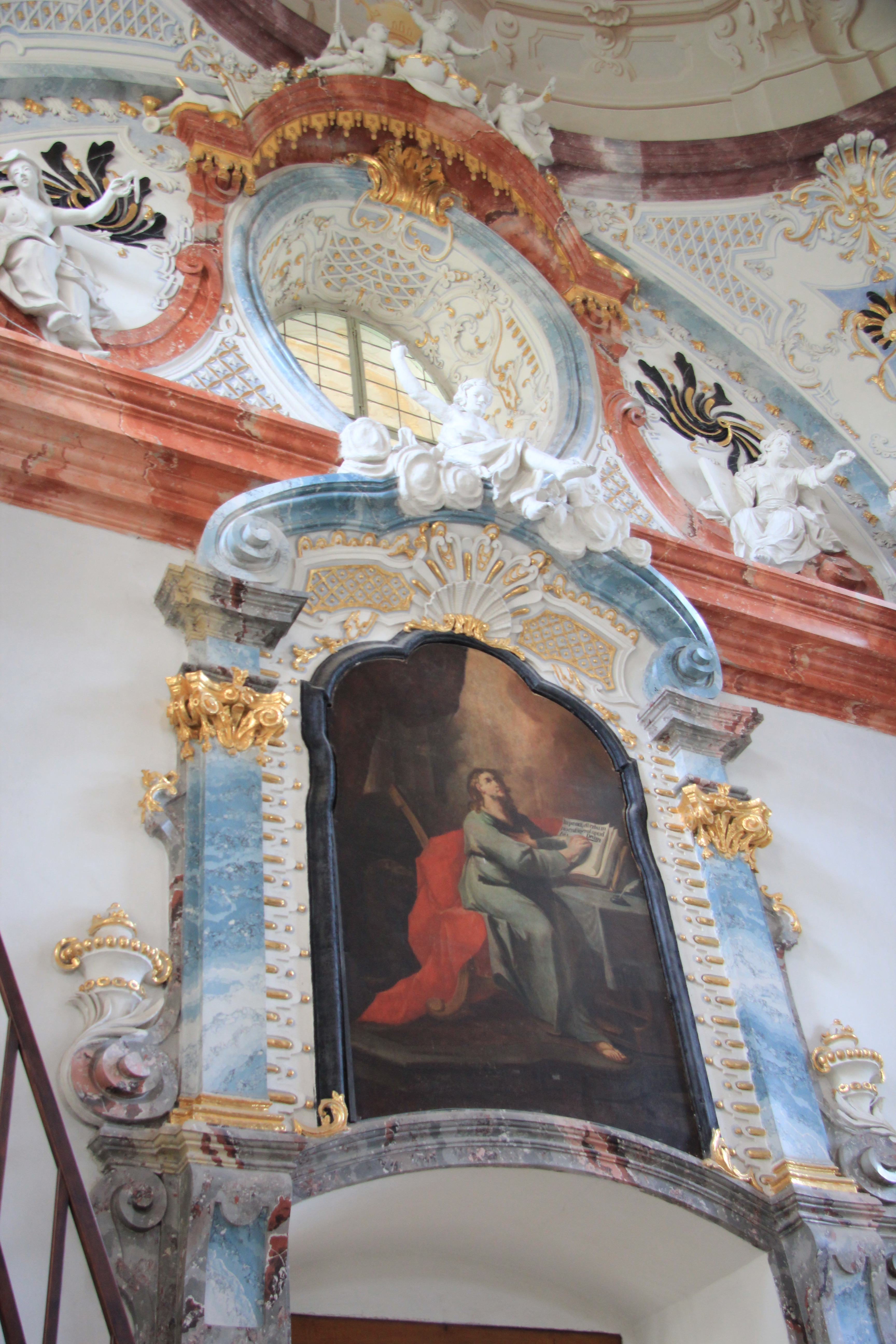